# Zehra Yılmaz
Zehra Yılmaz (* 30. Juli 1992 in Mersin) ist eine türkische Schauspielerin.

## Leben und Karriere
Yılmaz wurde am 30. Juli 1992 in Mersin geboren. Nachdem sie bis zu ihrem vierten Lebensjahr in Mersin gelebt hatte, zog sie wegen der Arbeit ihres Vaters nach Baku.  Sie studierte an der Marmara Üniversitesi. Ihr Debüt gab sie 2016 in der Fernsehserie Bodrum Masalı.
Danach war sie in den Serien Cennetin Gözyaşları und Kalp Yarası zu sehen. 2020  spielte sie in dem Kinofilm Baba Parası mit. Außerdem trat Yılmaz 2021 in Zoraki Misafir auf.

## Filmografie
Filme
- 2020: Baba Parası
- 2021: Zoraki Misafir
- 2022: Canım Dayım

Serien
- 2016–2017: Bodrum Masalı
- 2017: Kara Yazı
- 2017–2018: Cennet'in Gözyaşları
- 2019: Kimse Bilmez
- 2020: Gençliğim Eyvah
- 2021–2022: Kalp Yarası
- 2022: Kuruluş Osman
- 2022: Gül Masalı